# Macromia flavovittata
Macromia flavovittata – gatunek ważki z rodziny Macromiidae.